# میکرومکانیک

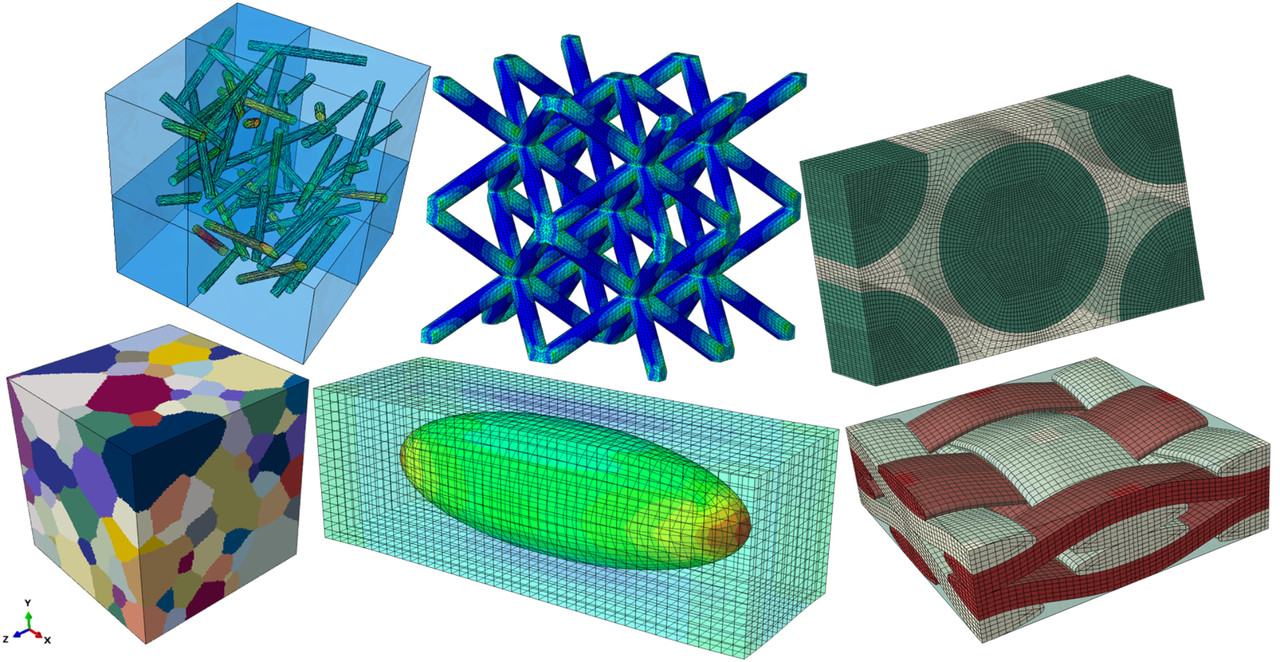

علم میکرومکانیک (به انگلیسی: Micromechanics) موادی را مطالعه می‌کند که در مقیاس کوچک ناهمگن هستند. آن‌ها می‌توانند هم ساختهٔ دست بشر (کامپوزیت‌ها، فلزات، بتن و فوم‌ها) و هم طبیعی (سنگ‌های ترک خورده یا متخلخل، استخوان و یخ) باشند. هدف میکرومکانیک این است که رفتار فیزیکی چنین موادی - به‌ویژه، خواص کلی (مؤثر) آن‌ها - را با ریزساختار (آرایش هندسی اجزاء تشکیل‌دهنده و خواص آن‌ها) مرتبط کند. پیشرفت‌ها در میکرومکانیک توسط دانشمندان برجسته ای، مانند جیمز کلرک ماکسول (در زمینهٔ رسانایی مؤثر مواد ناهمگن) و آلبرت اینشتین (ویسکوزیتهٔ سوسپانسیون‌ها) آغاز شد. در زمینهٔ مکانیک جامدات، پیشرفت‌ها در دهه‌های ۱۹۵۰–۱۹۶۰، به‌ویژه در آثار هیل و اشلبی آغاز شد.

## اهداف میکرومکانیک
اولین هدف میکرومکانیک، پیش‌بینی نظری خواص ماکروسکوپی مؤثر مواد ناهمگن از نظر ریزساختار است. در اینجا ریزساختار شامل هندسه و روابط سازندهٔ اجزاء است.
مواد ناهمگن، مانند کامپوزیت‌ها، فوم‌های جامد، پلی‌کریستال‌ها، یا استخوان، از اجزای (یا فازهای) به وضوح قابل تشخیص تشکیل شده‌اند که خواص مکانیکی و فیزیکی متفاوتی از مواد را نشان می‌دهند. با وجود این‌که اجزای تشکیل‌دهنده اغلب می‌توانند به عنوان مواد دارای رفتار همسان‌گرد مدل شوند، ویژگی‌های ریزساختار (شکل، جهت‌گیری، کسر حجمی متغیر و...) مواد ناهمگن اغلب منجر به رفتار ناهمسان‌گرد می‌شود.
مدل‌های مواد ناهمسان‌گرد برای الاستیسیتهٔ خطی در دسترس هستند. در سیستم غیرخطی، مدل‌سازی اغلب به مدل‌های مواد ارتوتروپیک محدود می‌شود که فیزیک و خواص همهٔ مواد ناهمگن را در بر نمی‌گیرد. هدف علم میکرومکانیک پیش‌بینی پاسخ ناهمسان‌گرد مادهٔ ناهمگن بر اساس هندسه‌ها و ویژگی‌های هر فاز ماده است که به عنوان روش همگن‌سازی شناخته می‌شود.
همگن‌سازی می‌تواند برای مشخصه‌یابی مجازی مواد انجام شود، یعنی شبیه‌سازی پاسخ کلی مواد تحت شرایط بارگذاری ساده یا مدل‌سازی ساختاری، که در آن مجموعهٔ کامل خواص مواد مؤثر، استنتاج شده و به عنوان ورودی برای تحلیل ساختاری برای پیش‌بینی رفتار ماکروسکوپی استفاده می‌شود.
مزیت اصلی میکرومکانیک، انجام آزمایش و شبیه‌سازی مجازی به منظور کاهش هزینه‌های آزمایشگاهی است. یک آزمایش تجربی از مواد ناهمگن اغلب گران‌قیمت است و شامل تعداد بیشتری از جایگشت‌های آزمایشی است: ترکیب مواد تشکیل دهنده کسر حجمی الیاف یا ذرات؛ نوع الیاف یا ذرات؛ و تاریخچه پردازش). بررسی تمام این این جایگشت‌ها با آزمایش بسیار زمان بر پر هزینه است. هنگامی که خواص اجزای تشکیل دهنده شناخته شدند، همه این جایگشت‌ها را می‌توان از طریق آزمایش مجازی با استفاده از میکرومکانیک شبیه‌سازی و بررسی کرد.
راه‌های مختلفی برای به دست آوردن خواص مواد هر یک از اجزای تشکیل دهنده وجود دارد: با بررسی رفتار ماده بر اساس نتایج شبیه‌سازی دینامیک مولکولی، با بررسی رفتار از طریق آزمایش تجربی بر روی هر مؤلفهٔ آن، و با مهندسی معکوس خواص از طریق یک آزمایش کاهش یافته روی مواد ناهمگن. معمولاً مورد دوم مورد استفاده قرار می‌گیرد زیرا آزمایش برخی از اجزای تشکیل دهنده مواد پیچیده و دشوار است، همیشه برخی عدم قطعیت‌ها در مورد ریزساختار واقعی وجود دارد و اجازه می‌دهد تا ضعف و خطای رویکرد میکرومکانیک در خواص مواد تشکیل دهنده را در نظر بگیریم. مدل‌های مواد به‌دست‌آمده باید از طریق مقایسه با مجموعه‌ای متفاوت از داده‌های تجربی نسبت به مدلی که برای مهندسی معکوس استفاده می‌شود، اعتبارسنجی شوند. از طرفی برای مواد نانودینامیک مولکولی جزو روش‌های رایج است. دینامیک مولکولی نیز یک روش شبیه‌سازی است. دینامیک مولکولی شکلی از شبیه‌سازی کامپیوتری است که در آن اتم‌ها و مولکول‌ها اجازه دارند برای یک دوره از زمان تحت قوانین شناخته شدهٔ فیزیک باهم برهم‌کنش کنند و چشم‌اندازی از حرکت اتم‌ها بدهند.

## مباحث کل در میکرومکانیک
نکتهٔ کلیدی میکرومکانیک مواد، بومی‌سازی است که هدف آن ارزیابی میدان‌های محلی (تنش و کرنش) در فازها برای انواع حالت‌های بار ماکروسکوپی معین، خواص فاز و هندسه‌های فاز است؛ یعنی بررسی انواع میدان‌ها در یک بخش محلی و محدود از ماده. چنین دانشی به ویژه در درک و توصیف خسارت و شکست مادی اهمیت دارد.
خواص اجزای تشکیل‌دهندهٔ بیشتر مواد ناهمگن به‌جای توصیف قطعی یک توصیف آماری را نشان می‌دهند، روش‌های میکرومکانیک معمولاً بر اساس مفهوم المان نماینده حجم (RVE) است. RVE به عنوان یک حجم فرعی از یک محیط ناهمگن است که کوچک‌ترین حجمی است که محاسبات و اندازه‌گیری انجام‌شده روی آن نمایندهٔ مقادیر حجم کل است.
بیشتر روش‌های به کار گرفته شده در میکرومکانیک مواد بیشتر از این‌که بر مبنای رویکردهای اتمی مانند نانومکانیک یا دینامیک مولکولی باشد بر مبنای مکانیک محیط‌های پیوسته است. علاوه بر پاسخ‌ها و رفتارهای مکانیکی مواد ناهمگن، رفتار هدایت حرارتی آن‌ها و مسائل مربوط به آن را می‌توان با روش‌های تحلیلی و پیوستهٔ عددی بررسی کرد. همهٔ این رویکردها را می‌توان تحت عنوان «میکرومکانیک پیوسته» قرار داد.

## روش‌های تحلیلی میکرومکانیک پیوسته
Voigt (۱۸۸۷) - کرنش ثابت در کامپوزیت، قانون مخلوط برای اجزای سختی. قانون مخلوط‌ها، به میانگین وزنی گفته می‌شود که برای پیش‌بینی ویژگی‌های مختلف مواد کامپوزیتی ساخته شده از الیاف پیوسته و تک‌جهت استفاده می‌شود.
Reuss (1929) - تنش در کامپوزیت‌ها ثابت است و قانون مخلوط‌ها برای انطباق اجزا.
استحکام مواد (SOM) - از نظر طولی: کرنش‌ها در کامپوزیت ثابت هستند و تنش‌های حجمی افزایش می‌یابند. همچنین به صورت عرضی: تنش‌ها در کامپوزیت‌ها ثابت بوده و کرنش‌های حجمی افزایش می‌یابند.
قطر الیاف ناپدیدشده (VFD) - ترکیبی از فرضیات تنش و کرنش متوسط که می‌تواند به‌عنوان هر فیبر دارای قطر بسیار کوچک و در عین حال حجم محدود تجسم شود. این مدل کامپوزیت را به‌عنوان یک مادهٔ پیوسته در نظر می‌گیرد که توسط الیاف استوانه‌ای با قطر بسیار کوچک تقویت شده‌است که کسر حجمی محدودی از کل را اشغال می‌کند.
مجموعه سیلندر کامپوزیت (CCA) - کامپوزیت متشکل از الیاف استوانه‌ای که توسط لایهٔ ماتریس استوانه‌ای احاطه شده‌است.
مرزهای هاشین -اشتریکمن - مرزهای هاشین-اشتریکمن محکم‌ترین مرزهای ممکن از طیف مدول‌های کامپوزیت برای یک ماده دو فاز هستند. مشخص کردن کسر حجمی مدول‌های تشکیل دهنده امکان محاسبه مرزهای بالایی و پایینی دقیق برای مدول‌های الاستیک هر ماده کامپوزیتی را فراهم می‌کند.
روش موری تاناکا -روش Mori-Tanaka روی ماتریسی با ریزترک‌ها اعمال می‌شود تا یک ماتریس آسیب‌دیدهٔ معادل به دست آید که می‌تواند ناهمسان‌گرد باشد. این روش تقریب میدان مؤثر بر اساس روش الاستیسیته اشلبی برای یک ناهمگنی در محیط بی‌نهایت است. همان‌طور که برای مدل‌های میکرومکانیک میدان متوسط معمول است، تانسورهای غلظت مرتبه چهارم تنش متوسط یا تانسور کرنش متوسط در ناهمگنی‌ها و ماتریس را به ترتیب به تنش متوسط ماکروسکوپی یا تانسور کرنش مرتبط می‌کنند. ناهمگنی میدان‌های ماتریس مؤثر را «احساس» می‌کند و اثرات برهم‌کنش فاز را به‌صورت جمعی و تقریبی محاسبه می‌کند.

## روش‌های عددی

### روش‌های مبتنی بر آنالیز اجزا محدود (FEA)

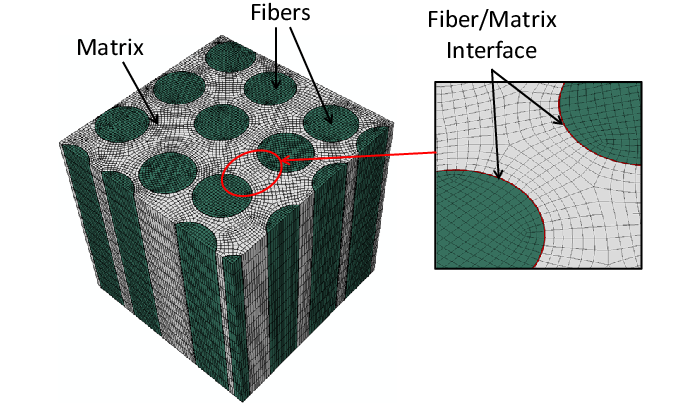

روش اجزاء محدود در حال حاضر رایج‌ترین روش مورد استفاده برای تجزیه و تحلیل میکرومکانیک موجود است. این روش‌های المان محدود برای پیش‌بینی توزیع ریز تنش و کرنش در مدل‌های معمولی به خواص مواد اجزای تشکیل‌دهنده تکیه می‌کنند. اکثر این روش‌های میکرومکانیکی از همگن‌سازی پریودیک استفاده می‌کنند که کامپوزیت‌ها را با آرایش فاز پریودیک تقریب می‌کند. یک عنصر حجمی تکرارشونده مطالعه شده، شرایط مرزی مناسب برای استخراج خواص ماکروسکوپی یا پاسخ‌های کامپوزیت اعمال می‌شود. روش درجات آزادی ماکروسکوپی را می‌توان با کدهای FE استفاده کرد، در حالی که تجزیه و تحلیل مبتنی بر همگن‌سازی مجانبی معمولاً به کدهای با هدف خاص نیاز دارد. روش مجانبی متغیر برای همگن سازی سلول واحد (VAMUCH) و توسعه آن، مکانیک ژنوم ساختاری، رویکردهای اخیر مبتنی بر اجزای محدود برای همگن‌سازی دوره‌ای هستند.

#### نرم‌افزارهای المان محدود
آباکوس ABAQUS CAE
انسا ANSA

### مکانیک ژنوم ساختار (MSG)
نظریه مکانیک ژنوم ساختار (MSG) برای درمان مدل‌سازی ساختاری ساختارهای ناهمگن ناهمسانگرد به عنوان کاربردهای ویژهٔ میکرومکانیک معرفی شده‌است. با استفاده از نظریهٔ مکانیک ژنوم ساختاری، می‌توان به‌طور مستقیم خواص ساختاری یک تیر، صفحه، پوسته یا جامد سه‌بعدی را از نظر جزئیات ریزساختاری آن محاسبه کرد. مکانیک ژنوم ساختار (MSG) یک رویکرد عالی برای مدل‌سازی چندمقیاسی است که به شدت متفاوت از رویکردهای مدل‌سازی چندمقیاسی معمولی از ابعاد پایین به بالا است.

### روش تعمیم یافتهٔ سلول‌ها (GMC)
روش تعمیم یافتهٔ سلول‌ها (GMC) جایگزینی مناسب برای شبیه‌سازی‌های عددی مستقیم برای تعیین خواص الاستیک مؤثر بسیاری از کامپوزیت‌ها است. به‌طور کلی روش تعمیم یافتهٔ سلول‌ها از نظر محاسباتی کارآمدتر و بهینه‌تر از روشهای مبتنی بر تحلیل المان محدود (FE) برای طیف گسترده‌ای از کامپوزیت‌ها است. در این روش زیرسلول‌های الیاف و ماتریس را برای سلول واحد تکرار شونده در نظر می‌گیرند. میدان جابجایی مرتبه ۱ را در زیرسلول‌ها فرض می‌کند و تداوم کشش و جابجایی را به سلول اعمال می‌کند.

## المان‌های حجمی
در حالت ایده‌آل، عناصر حجمی مورد استفاده در روش‌های عددی میکرومکانیک پیوسته باید به اندازه کافی بزرگ باشند تا بتوانند توصیف دقیقی از آرایش فاز ماده در نظر گرفته شده به‌طور کامل ارائه کنند، به عنوان مثال، المان‌های نماینده حجم (RVEs). این المان نماینده حجم کوچک‌ترین حجمی است که محاسبات و اندازه‌گیری انجام شده روی آن نماینده مقادیر حجم کل است و برای تعیین خواص مؤثر ماده همگن به کار گرفته می‌شود. در عمل، به دلیل محدودیت در توان محاسباتی موجود، معمولاً باید از عناصر حجم کمتری استفاده شود. چنین عناصر حجمی اغلب به عنوان عناصر حجم آماری (SVE) نامیده می‌شوند. میانگین‌گیری گروهی بیش از تعدادی SVE ممکن است برای بهبود تقریب پاسخ‌های ماکروسکوپی استفاده شود.